# Santa Ampola

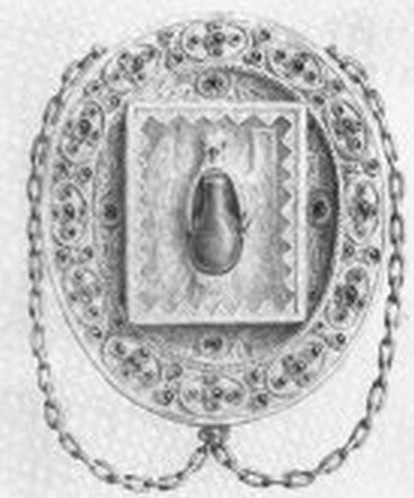
A Santa Ampola original e seu receptáculo

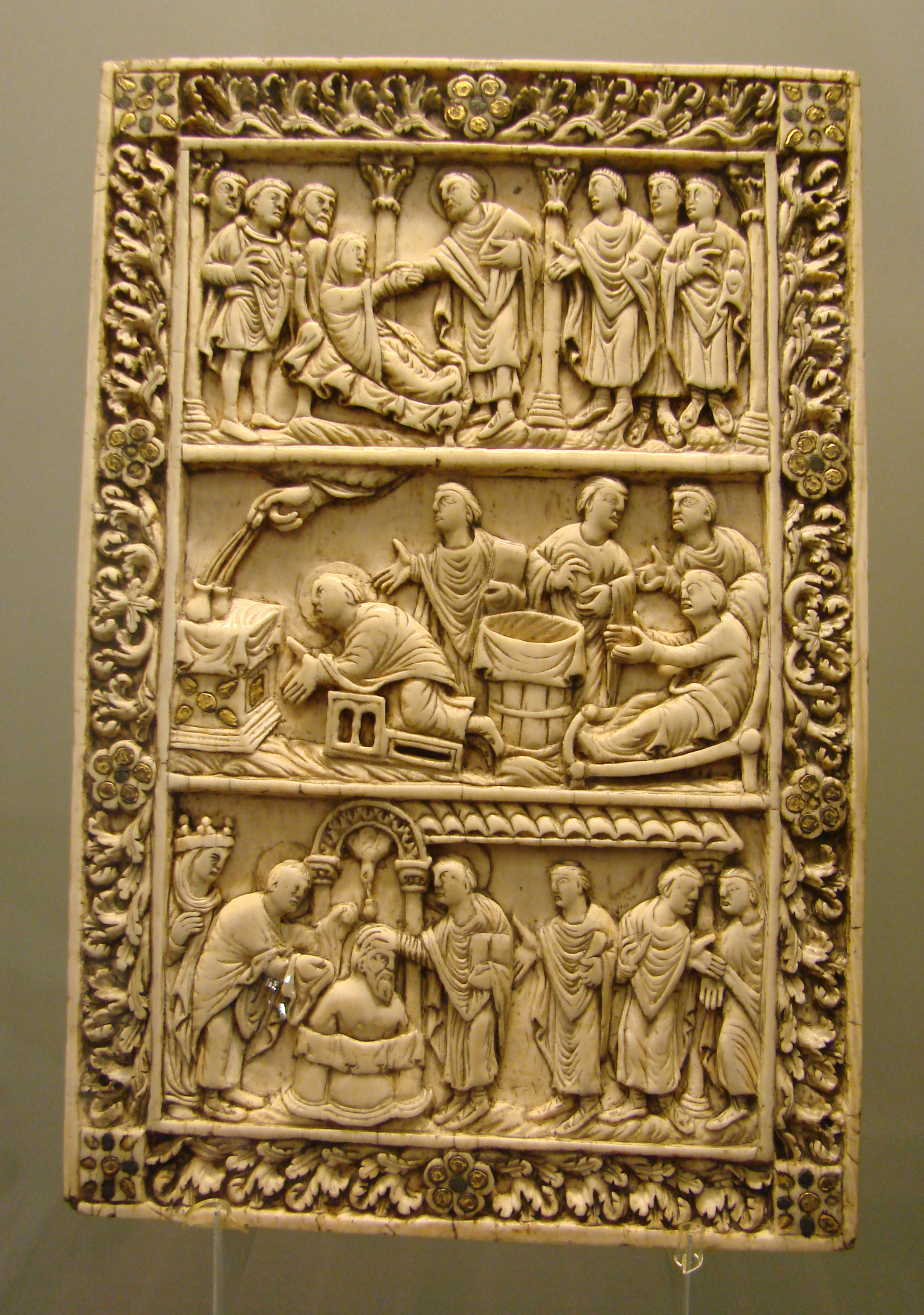
Relevo de marfim mostrando duas versões diferentes da Santa Ampola

A Santa Ampola (Sainte Ampoule em Francês) foi um frasco de vidro, usado a primeira vez pelo Papa Inocêncio II para a unção de Luís VII de França em 1131 e para a coroação de Luís XVI de França em 1774, segurando a crisma ou ungindo o óleo da coroação dos reis da França.
O papel da Santa Ampola no sagrado dos reis da França é especificado em um documento de cerca de 1260, republicado recentemente e examinado em detalhes.
A ampola foi destruída em 1793 durante a Revolução Francesa, quando a Convenção  enviou Philippe Rühl a fim de destruí-la publicamente, sob o pedestal da estátua de Luís XV de França com um martelo.